# Джебел (аэропорт)
Международный аэропорт Балканабат (туркм. Balkanabat halkara howa menzili (ИАТА: BKN , ИКАО: UTAN)), также известный как новый аэропорт Балканабата — международный аэропорт, расположенный недалеко от посёлка Джебел и города Балканабат в Балканском велаяте Туркменистана. Это один из шести международных аэропортов страны. Воздушная гавань построена в 20 км к северо-западу от города Балканабат и в 4 км от грязевого курорта «Моллакара».
В период строительства упоминался в СМИ как аэропорт Джебел. Помимо нового международного аэропорта Балканабат, в регионе имеется региональный аэропорт Балканабад.

## История
В советское время близ села Джебел находился запасной военный аэродром. В какой-то момент там базировалась 310-ая отдельная эскадрилья беспилотных самолётов разведчиков (310 оэ БСР), где эксплуатировались БПЛА Ту-143 «Рейс». Тогда же там располагались пусковые установки комплексов С-75.
В декабре 2020 года министерством строительства и архитектуры Туркменистана был объявлен тендер на строительство нового аэропорта в посёлке городского типа Джебел.
10 июня 2021 года Фонд развития Абу-Даби выделил кредит размером $75 миллионов на строительство аэропорта. Кредит был предоставлен Туркменвнешэкономбанку на 15 лет со льготным периодом в 3 года под 4 % годовых. 
14 июля 2021 года состоялась церемония закладки фундамента Международного аэропорта Балканабат пропускной способностью 100 пассажиров в час. К февралю 2024 года на стадии завершения находилось строительство трансформаторной подстанции, специального водохранилища и помещения для противопожарных служб. Строилась 35-метровая вышка для сотрудников диспетчерских служб и другие технические помещения. В апреле 2025 года с ходом строительства ознакомился председатель Халк Маслахаты Гурбангулы Бердымухамедов. В период строительства аэропорт также неверно упоминался в СМИ как аэропорт Джабел или аэропорт в Джабеле.
Торжественное открытие состоялось 2 мая 2025 года под названием Международный аэропорт Балканабат, тем временем в 20-ти километров уже существовал региональный аэропорт Балканабат. Аэропорт построен в рамках реализации Программы социально-экономического развития Туркменистана, а также Национальной программы развития гражданской авиации до 2030 года. Аэропорт получил международную регистрацию в ICAO (код UTAN) и сертификат соответствия стандартам IATA (код BKN).
Первые внутренние рейсы в аэропорт начались 19 мая 2025 года. Авиакомпания «Туркменистан» начала выполнять рейсы по маршрутам: Ашхабад — Балканабат — Ашхабад, Туркменабат — Балканабат — Туркменабат, Мары — Балканабат — Мары и Дашогуз — Балканабат — Дашогуз. В то же время, белорусская авиакомпания «Белавиа» начала выполнять международные рейсы из Минска в Балканабат. Это направление открылось 20 мая 2025 года.

## Инфраструктура аэропорта
Площадь аэропортового комплекса составляет 275 га. На территории размещен пассажирский и грузовой терминалы, 44-метровая диспетчерская башня, здания спасательной и противопожарной службы.
Трёхэтажный пассажирский терминал площадью 5 203 м² рассчитан на обслуживание 100 пассажиров в час. Инфраструктура включает интернет-кафе, буфет, сувенирный магазин, медпункт, залы ожидания, гостиницу и крытую автостоянку.
Длина взлётно-посадочной полосы составляет 3200 метров.
Перрон рассчитан на 6 самолётов и 4 вертолета.

## Направления
По состоянию на август 2025 года аэропорт Балканабат обслуживает рейсы следующих авиакомпаний:

## Транспортное сообщение
Аэропорт расположен на пересечении автотрассы М37 и шоссе Р-17, ведущего на полуостров Челекен.